# Куртя (Вилча)
Куртя (рум. Curtea) — село у повіті Вилча в Румунії. Входить до складу комуни Попешть.
Село розташоване на відстані 165 км на захід від Бухареста, 24 км на південний захід від Римніку-Вилчі, 75 км на північ від Крайови, 138 км на південний захід від Брашова.

## Населення
За даними перепису населення 2002 року у селі проживали 328 осіб, усі — румуни. Усі жителі села рідною мовою назвали румунську.